# Пясък (1984)
„Пясък“ е български телевизионен игрален филм (драма, криминален) от 1983 година на режисьора Мариана Евстатиева-Биолчева, по сценарий на Никола Русев. Оператор е Барух Лазаров. Музиката във филма е композирана от Ангел Михайлов, художник е Красимира Лозанова.

## Актьорски състав
| В главните роли                  | Изпълнител         |
| -------------------------------- | ------------------ |
| следователят Парушев             | Петър Слабаков     |
| Сен Жан                          | Константин Коцев   |
| Стефан Комбинатора-Абсолвентчето | Кирил Варийски     |
| Валентин Паунов Стаменов         | Георги Новаков     |
| Васила, жената на Животното      | Елена Райнова      |
| следователят Асен Бойчинов       | Любен Чаталов      |
| докторката                       | Невена Коканова    |
| Димитър, спасител                | Емил Джуров        |
| Пано                             | Асен Ангелов       |
| лекарят                          | Юрий Яковлев       |
| футболистът                      | Павел Попандов     |
| доцентът                         | Живко Гарванов     |
|                                  | Петър Димов        |
| Парушева                         | Грациела Бъчварова |
|                                  | Йоанна Попова      |
|                                  | Надежда Михова     |
|                                  | Сашо Благоев       |
| „началникът на милицията“        | Васил Банов        |
|                                  | Радосвет Стоянов   |
| милиционер                       | Георги Георгиев    |
|                                  | Тодор Антов        |
|                                  | Методи Атанасов    |
|                                  | Георги Кокаланов   |